# Jun Mayuzuki
Jun Mayuzuki (眉月じゅん?, Mayuzuki Jun; Yokohama, 27 aprile 1983) è una fumettista e artista giapponese.

## Biografia
La sua serie più famosa Come dopo la pioggia è stata serializzata sulla rivista Monthly Big Comic Spirits di Shogakukan dal 27 giugno 2014, per poi proseguire sulla rivista Weekly Big Comic Spirits dello stesso editore dal 18 gennaio 2016 al 19 marzo 2018 con 82 capitoli. Ha vinto ai 63° Shogakukan Manga Award nella categoria manga generici con la serie Come dopo la pioggia.
A partire da novembre 2019 viene serializzato Kowloon Generic Romance tra le pagine di Weekly Young Jump di Shūeisha.

## Opere pubblicate
- Iromon! (2013, 10 capitoli, completato)
- Come dopo la pioggia (2014, 10 volumetti, completato, edizione italiana per Star Comics)
- Kowloon Generic Romance (2019, 6 volumetti, in corso)

## Premi e riconoscimenti
- 2016: nominata alla nona edizione dei Manga Taishō per il manga Come dopo la pioggia
- 2018: vince il premio miglior manga dell'anno ai 63esimi Shogakukan Manga Awards per Come dopo la pioggia[1]